# 35E busz (Debrecen)
A debreceni 35E jelzésű autóbusz a Felsőjózsai utca és a Segner tér között közlekedik. A viszonylatot a Debreceni Közlekedési Zrt. üzemelteti.

## Története
Eredetileg a 35-ös és a 35E busz a Nagyállomásig közlekedtek, mellettük 35A jelzéssel betétjárat is közlekedett a Segner tér és Józsa között. A 2-es villamos elindulása miatt 2014. március 1-jén a 35-ös és 35A járatokat összevonták és ezzel együtt a 35E-t is visszavágták a Segner térig.

## Útvonala
| Év        | Végállomások                   | Útvonal oda | Útvonal vissza |
| --------- | ------------------------------ | --- | --- |
| 2011-2014 | Nagyállomás – Felsőjózsai utca | Piac utca – Széchenyi utca – Nyugati utca – Segner tér Pesti utca – Böszörményi út – – Szentgyörgyfalvi út – Sillye Gábor utca | Gönczy Pál utca – Szentgyörgyfalvi út – Harmat utca – – Böszörményi út – Pesti utca – Segner tér – Nyugati utca – Széchenyi utca – Piac utca |
| 2014-től  | Segner tér – Felsőjózsai utca  | Pesti utca – Böszörményi út – – Szentgyörgyfalvi út – Sillye Gábor utca                                                        | Gönczy Pál utca – Szentgyörgyfalvi út – – Böszörményi út – Pesti utca                                                                        |

## Megállóhelyei
Az átszállási kapcsolatok között az azonos útvonalon, de sűrűbb megállási renddel közlekedő 35-ös és 35Y busz nincs feltüntetve. Ez utóbbi Felsőjózsát az ellenkező irányban járja körbe.
| 0  | Felsőjózsai utca végállomás  | 18 | 34 |
| 1  | Pál utca                     | ∫  | |
| 3  | Gönczy Pál Általános Iskola  | ∫  | |
| 5  | Rózsás Csárda                | ∫  | 34, 36, 36E, 36Y Helyközi buszok |
| ∫  | Barátság utca                | 16 | |
| ∫  | Sillye Gábor utca            | 15 | |
| ∫  | Harmat utca                  | 14 | |
| 12 | Árpád Vezér Általános Iskola | 8  | 2 10, 10Y, 11, 15, 15Y, 22, 24, 34, 36, 36E, 36Y, 50 Helyközi buszok                                                                              |
| 17 | Füredi út                    | 5  | 15, 15Y, 21, 22, 22Y, 24, 24Y, 33, 33E, 34, 36, 36E, A1 Helyközi buszok                                                                           |
| 20 | Pesti utca                   | 2  | 11, 12, 14, 15, 15Y, 22, 22Y, 24, 24Y, 33, 33E, 34, 36, 36E, 42, 42A, 43                                                                          |
| 22 | Segner tér végállomás        | 0  | 3, 3A, 4, 5, 5A 10, 10A, 10Y, 11, 13, 14, 17, 17A, 24, 24Y, 25, 25Y, 33, 33E, 34, 36, 42, 42A, 45, 46, 46E, 46H, 49, 49Y, 146, A1 Helyközi buszok |